# Jesenice, Kroatien
Jesenice är en ort i Kroatien.   Den ligger i länet Dalmatien, i den södra delen av landet, 270 km söder om huvudstaden Zagreb. Jesenice ligger 424 meter över havet och antalet invånare är 2 169.
Terrängen runt Jesenice är varierad. Havet är nära Jesenice åt sydväst.  Närmaste större samhälle är Split, 15,1 km väster om Jesenice. Trakten runt Jesenice består till största delen av jordbruksmark.